# Misión diplomática
Una misión diplomática está integrada por un grupo de personas de un Estado presente en otro Estado, representando al país acreditante en el país anfitrión. En la práctica, el término se utiliza generalmente para hacer referencia a la misión permanente, es decir, la oficina de los representantes diplomáticos de un país en la ciudad capital de otro. Con resguardo en el derecho internacional, las misiones diplomáticas gozan de inmunidad, que consiste en la exención de impuestos y en la prohibición de ingresar por la fuerza en la sede diplomática. En la práctica, una misión diplomática generalmente denota una embajada, que es la oficina principal de los representantes de la diplomacia de un país en otro país; por lo general, pero no necesariamente, se basa en la ciudad capital del Estado receptor. Los consulados, por otro lado, son misiones diplomáticas con la función de ofrecer servicios administrativos en otro Estado. Además de ser una misión diplomática en el país en el que está situada, una embajada también puede ser una misión permanente no residente en uno o más países.

## Embajada
A una misión diplomática permanente se le suele llamar embajada, y a quien encabeza la misión se le conoce como embajador. Las misiones en las Naciones Unidas son conocidas sencillamente como misiones permanentes y el director de estas es tanto representante permanente como embajador. Algunos países dan nombres más distintivos a sus misiones y al personal de estas: una misión de la Santa Sede es encabezada por el nuncio apostólico (o nuncio papal) y se le llama, consecuentemente, nunciatura apostólica; en cambio, las misiones libias son llamadas agencias populares y los jefes de misión, secretarios. Los países de la Mancomunidad de Naciones son un caso especial; las misiones diplomáticas de un país de este grupo de naciones en los otros son llamadas altas comisiones.
En el pasado, una misión diplomática encabezada por un funcionario de rango secundario (p. ej. un enviado o ministro residente) era conocida como legación. Hasta principios del siglo XX, lo usual era que los países considerados como potencias fueran los únicos que se enviaban entre sí embajadores, mientras que a los demás países enviaban tres tipos de jefes de misión: a) enviados extraordinarios y ministros plenipotenciarios, b) ministros residentes y c) encargados de negocios con cartas de gabinete. Los países que no eran considerados como potencias, tampoco nombraban un embajador, sino que entre sí o en una potencia, los jefes de misión que acreditaban tenían también el rango de enviado extraordinario y ministro plenipotenciario, de ministro residente o de encargado de negocios. La representación diplomática entre potencias tenía por consiguiente el rango de embajada, mientras que entre los demás países, o entre una potencia y un país que no lo era, tenían la categoría de legación. A lo largo de la primera mitad del siglo XX ,esa distinción fue desapareciendo, y muchos países que tradicionalmente no habían sido considerados como potencia, empezaron a nombrar embajadores y a dar a sus legaciones el rango de embajadas. Sin embargo, esa vieja distinción se conserva en el texto de la Convención de Viena sobre relaciones diplomáticas suscrita en 1961, que establece en su artículo 14: 

1. Los jefes de misión se dividen en tres clases: a. embajadores o nuncios acreditados ante los Jefes de Estado, y otros jefes de misión de rango equivalente; b. enviados, ministros o internuncios acreditados ante los Jefes de Estado; c. encargados de negocios acreditados ante los Ministros de Relaciones Exteriores.

2. Salvo por lo que respecta a la precedencia y a la etiqueta, no se hará ninguna distinción entre los jefes de misión por razón de su clase.

Como las categorías de ministros plenipotenciarios y ministros residentes ya no se usan, también el nombre de legación es obsoleto y ya no se emplea para referirse a las actuales representaciones diplomáticas más que de modo figurado. La figura de los encargados de negocios con cartas de gabinete como jefes de misión sí sobrevive, pero su oficina recibe el nombre habitual de embajada y no de legación.
En casos de disputa, es común que un país retire al jefe de misión diplomática como una muestra de descontento. Esto es menos drástico que cortar por completo las relaciones diplomáticas, y la misión puede seguir operando de manera más o menos regular, aunque ahora esté encabezada por un chargé d'affaires (Encargado de Negocios), el cual tiene poder limitado. Se hace notar que, durante el periodo de sucesión entre dos jefes de misión, un chargé d'affaires a.i. (Ad Interim) puede ser nombrado temporalmente como cuidador; esto no implica ninguna hostilidad hacia el país anfitrión. 
El consulado es también una oficina diplomática, pero su ámbito de acción es diferente, pues se ocupa de proteger a los nacionales de su país, hacer poderes, documentación al día y otros asuntos de interés de los nacionales de su país como lo define la Convención de Viena sobre las relaciones consulares de 1963.
Técnicamente, el término "embajada" se refiere al personal que trabaja en la misión, mientras que la oficina se conoce como "cancillería", aunque tal distinción rara vez se usa públicamente para evitar confusiones.

## Funciones
El papel de una misión diplomática es el de proteger los intereses del Estado acreditante y de sus ciudadanos en el país receptor dentro de los límites establecidos por el derecho internacional; negociar con el gobierno del Estado anfitrión lo que el emisor demanda o espera; enterarse, por vía legal, de las condiciones y desarrollos del Estado receptor y reportarlos al gobierno del Estado acreditante; promover las relaciones amistosas entre ambos países, fomentar su crecimiento económico, cultural y científico, así como ofrecer ayuda y cobertura a los ciudadanos del país acreditante que residan en el país receptor.
Los derechos y exenciones (tal como la inmunidad diplomática) de estas misiones están asentados en la Convención de Viena sobre Relaciones Diplomáticas (1961).

## Extraterritorialidad

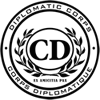
Sello de un cuerpo diplomático.

En contra de la creencia popular, las misiones diplomáticas a veces no gozan de pleno estatus extraterritorial y, por lo general, no son territorio soberano del Estado representado. El Estado remitente puede otorgar a las embajadas estatus soberano, pero esto sólo ocurre con una minoría de países. Más bien, los locales de una embajada permanecen bajo la jurisdicción del Estado anfitrión, al tiempo que gozan de privilegios especiales (como la inmunidad frente a la mayoría de las leyes locales) en virtud de la Convención de Viena sobre Relaciones Diplomáticas. Los propios diplomáticos siguen conservando plena inmunidad diplomática, y (como adherente a la Convención de Viena) las autoridades del país anfitrión no pueden entrar en los locales de la misión (lo que significa la residencia del jefe de la misión) sin permiso del país representado, ni siquiera para apagar un incendio. Las normas internacionales consideran un ataque a una embajada como un ataque al país al que representa. El término "extraterritorialidad" se aplica a menudo a las misiones diplomáticas, pero normalmente solo en este sentido más amplio.
Dado que las autoridades del país de acogida no pueden entrar en la embajada del país representante sin permiso, las embajadas a veces son utilizadas por refugiados que escapan del país de acogida o de un tercer país. Por ejemplo, nacionales de Corea del Norte, que serían detenidos y expulsados de China al ser descubiertos, han buscado refugio en varias embajadas de terceros países en China. Una vez dentro de la embajada, se pueden utilizar los canales diplomáticos para resolver el problema y enviar a los refugiados a otro país. 
Entre las violaciones notables de la extraterritorialidad de las embajadas figuran las repetidas invasiones de la embajada británica en Pekín (1967),la Matanza en la embajada española en Guatemala (1980) la crisis de los rehenes en la embajada estadounidense en Teherán, Irán (1979-1981), la crisis de los rehenes en la residencia del embajador japonés en Lima, Perú (1996-1997) y el Asalto a la Embajada de México en Quito, Ecuador (2024).

## Posibilidad de varias misiones diplomáticas de un mismo país en una misma ciudad
Algunas ciudades pueden albergar más de una misión diplomática del mismo país.
En Roma, muchos estados mantienen misiones separadas tanto ante Italia como ante la Santa Sede. No es habitual que estas misiones compartan instalaciones ni personal. En la actualidad, solo comparten instalaciones las embajadas de Irak y Estados Unidos ante Italia y ante la Santa Sede; sin embargo, los países nombran embajadores separados, uno para cada país. En el caso de las Agencias de Alimentos de la ONU, el embajador del país que envía a la República Italiana suele estar acreditado como representante permanente. Estados Unidos mantiene una misión separada ante las agencias de la ONU, dirigida por su propio embajador, pero está ubicada en el complejo que alberga sus embajadas en Italia y la Santa Sede.
Varias ciudades albergan tanto embajadas/consulados como representantes permanentes ante organizaciones internacionales, como por ejemplo la ciudad de Nueva York (Naciones Unidas), Washington D. C. (Organización de los Estados Americanos), Yakarta (ASEAN) y Bruselas (Unión Europea y Organización del Tratado del Atlántico Norte).
En algunos casos, una embajada o consulado se divide en varias sedes físicas en la misma ciudad. Por ejemplo, la Alta Comisión Adjunta de Bangladés en Calcuta tiene dos sedes: una en Park Circus y otra, inaugurada más tarde, en la calle Mirza Ghalib, para reducir el hacinamiento.

## Oficinas no diplomáticas
Los gobiernos de estados no reconocidos por el estado receptor y de territorios que no reivindican ser estados soberanos pueden establecer oficinas en el extranjero que no tengan estatus diplomático oficial según lo definido por la Convención de Viena. Ejemplos de ello son las Oficinas de Representación Económica y Cultural de Taipéi, que representan al gobierno de la República de China; las Oficinas de Representación de Somalilandia en Londres, Adís Abeba, Roma, Taipéi y Washington D. C.; las oficinas económicas y comerciales de Hong Kong y Macao, que representan a los gobiernos de esos dos territorios. Dichas oficinas asumen algunas de las funciones no diplomáticas de los puestos diplomáticos, como promover los intereses comerciales y proporcionar asistencia a sus ciudadanos y residentes. Sin embargo, no son misiones diplomáticas, su personal no es diplomático y no tiene visas diplomáticas, aunque puede haber legislación que prevea inmunidades personales y privilegios fiscales, como en el caso de las oficinas de Hong Kong en Londres y Toronto o la oficina de Macao en Lisboa, por ejemplo.

## Otros servicios además de la sección diplomática y consular
Es frecuente que algunas embajadas de algunos países en países con fuertes relaciones posean funciones auxiliares. Ejemplos son los servicios culturales y una misión económica.

### Servicio cultural
En lo que respecta por ejemplo a Francia, el SCAC (servicio de cooperación y acción cultural) (antes de 1999: servicio de cooperación cultural y técnica) es responsable de definir y ejecutar las acciones de cooperación llevadas a cabo en cada país en el ámbito de la cooperación académica y científica. aprendizaje del francés, la cooperación artística y audiovisual, así como, en los países emergentes o en transición, la cooperación administrativa, entre comunidades y entre la sociedad civil/ONG. Bajo la dirección del agregado cultural, dirige, según el tamaño del sistema de cooperación, una red de centros culturales o institutos franceses y Alianzas francesas autorizadas, lectores franceses y asistentes técnicos puestos a disposición de las instituciones asociadas. Supervisa los centros educativos franceses autorizados, en particular los gestionados por la Agencia de Educación Francesa en el Extranjero o en régimen de acuerdo con ella.

### Misión económica
También en el caso de Francia ya en 1720, el regente de Francia envió a Madrid, con su nuevo embajador, un “financiero para asuntos comerciales”, lo que significa que las relaciones diplomáticas y económicas siempre han estado unidas. La misión económica es responsable de las relaciones económicas y comerciales entre los dos países. Si bien antiguamente se denominaban puestos de expansión económica, su actividad desde el 1 de enero de 2015 se separa entre:
- Servicio económico y servicio económico regional, dependiente de la Dirección General del Tesoro: sus agentes de servicio, plenamente integrados en el funcionamiento de la embajada, suelen tener un estatus diplomático equivalente a los de cancillería del mismo rango;
- Oficina y oficina regional de Business France, agencia nacida de la fusión de Ubifrance para los asuntos comerciales y la Agencia Francesa de Inversiones Internacionales (AFII) para las inversiones internacionales.